# Ал (Рона)
Ал (фр. Halles) је насељено место у Француској у региону Рона-Алпи, у департману Рона.
По подацима из 2011. године у општини је живело 464 становника, а густина насељености је износила 150,16 становника/km².

## Демографија
| 1962. | 1968. | 1975. | 1982. | 1990. | 2011. |
| ----- | ----- | ----- | ----- | ----- | ----- |
| 261   | 217   | 227   | 180   | 259   | 464   |